# Foucaucourt-en-Santerre
Foucaucourt-en-Santerre is een gemeente in het Franse departement Somme (regio Hauts-de-France) en telt 232 inwoners (2004). De plaats maakt deel uit van het arrondissement Péronne.

## Geografie
De oppervlakte van Foucaucourt-en-Santerre bedraagt 7,0 km², de bevolkingsdichtheid is 33,1 inwoners per km².
De onderstaande kaart toont de ligging van Foucaucourt-en-Santerre met de belangrijkste infrastructuur en aangrenzende gemeenten.

## Demografie
Onderstaande figuur toont het verloop van het inwonertal (bron: INSEE-tellingen).

1. ↑  Populations de référence 2022.